# Promozione Abruzzo 1980-1981
Nella stagione 1980-1981 la Promozione era sesto livello del calcio italiano (il massimo livello regionale). Qui vi sono le statistiche relative al campionato in Abruzzo.
Il campionato è strutturato in vari gironi all'italiana su base regionale, gestiti dai Comitati Regionali di competenza. Promozioni alla categoria superiore e retrocessioni in quella inferiore non erano sempre omogenee; erano quantificate all'inizio del campionato dal Comitato Regionale secondo le direttive stabilite dalla Lega Nazionale Dilettanti, ma flessibili, in relazione al numero delle società retrocesse dal Campionato Interregionale e perciò, a seconda delle varie situazioni regionali, la fine del campionato poteva avere degli spareggi sia di promozione che di retrocessione.

## Squadre partecipanti
| Club                 | Città                     |
| -------------------- | ------------------------- |
| A.S. Angizia         | Luco dei Marsi (AQ)       |
| Pol. Ate Tixa        | Atessa (CH)               |
| A.C. Castelfrentano  | Castel Frentano (CH)      |
| A.S. Guardiagrele    | Guardiagrele (CH)         |
| Pol. Hatria          | Atri (TE)                 |
| G.S. Paganica        | L'Aquila                  |
| Pol. Pennese         | Penne (PE)                |
| A.S. Pineto          | Pineto (TE)               |
| U.S. Pratola Peligna | Pratola Peligna (AQ)      |
| L.A.S. Pro Lido      | Tortoreto Lido (TE)       |
| S.P. Rosetana        | Roseto degli Abruzzi (TE) |
| S.S.C. Silvi         | Silvi (TE)                |
| S.S. Sulmona         | Sulmona (AQ)              |
| U.S. Termoli         | Termoli (CB)              |
| S.S. Tirino          | Bussi sul Tirino (PE)     |
| Pol. Val di Sangro   | Atessa (CH)               |

### Classifica finale
|  | Pos. | Squadra          | Pt | G  | V  | N  | P  | GF | GS  | DR   |
|  | ---- | ---------------- | -- | -- | -- | -- | -- | -- | --- | ---- |
|  | 1.   | Pennese          | 50 | 30 | 21 | 8  | 1  | 61 | 11  | +50  |
|  | 2.   | Pro Lido         | 40 | 30 | 13 | 14 | 3  | 50 | 23  | +27  |
|  | 3.   | Termoli          | 40 | 30 | 15 | 10 | 5  | 38 | 19  | +19  |
|  | 4.   | Val di Sangro    | 36 | 30 | 12 | 12 | 6  | 37 | 34  | +3   |
|  | 5.   | Silvi            | 35 | 30 | 11 | 13 | 6  | 45 | 30  | +15  |
|  | 6.   | Rosetana         | 34 | 30 | 9  | 16 | 5  | 32 | 24  | +8   |
|  | 7.   | Paganica         | 33 | 30 | 11 | 11 | 8  | 33 | 29  | +4   |
|  | 8.   | Angizia          | 32 | 30 | 12 | 8  | 10 | 38 | 33  | +5   |
|  | 9.   | Guardiagrele     | 31 | 30 | 8  | 15 | 7  | 43 | 27  | +16  |
|  | 10.  | Sulmona          | 29 | 30 | 9  | 11 | 10 | 52 | 33  | +19  |
|  | 11.  | Pineto           | 29 | 30 | 9  | 11 | 10 | 34 | 38  | -4   |
|  | 12.  | Hatria           | 28 | 30 | 9  | 10 | 11 | 48 | 31  | +17  |
|  | 13.  | Castelfrentano   | 24 | 30 | 9  | 6  | 15 | 30 | 42  | -12  |
|  | 14.  | Pratola Peligna  | 23 | 30 | 7  | 9  | 14 | 28 | 49  | -21  |
|  | 15.  | Ate Tixa         | 14 | 30 | 4  | 6  | 20 | 29 | 72  | -43  |
|  | 16.  | Bussi sul Tirino | 2  | 30 | 0  | 2  | 28 | 13 | 116 | -103 |

### Verdetti finali
- Pro Lido e Sulmona sono successivamente ammesse in Interregionale a completamento organici.
- Pratola e Ate Tixa retrocesse in Prima Categoria sono state successivamente riammesse.